# Mistrzostwa Europy w Tenisie Stołowym 2024
Mistrzostwa Europy w Tenisie Stołowym 2024 odbyły się w dniach 15–20 października 2024 roku w hali TipsArena w Linzu, w Austrii. Turniej zgromadził czołowych europejskich zawodników i był organizowany przez Europejską Unię Tenisa Stołowego (ETTU).

## Konkurencje
Mężczyźni i kobiety
- Singel
- Gra podwójna
- Turniej par mieszanych

## Medaliści i medalistki
| Konkurencja:                       | Złoto:                                             | Srebro:                                              | Brąz:                                                                                              |
| Mężczyźni                          |                                                    |                                                      | |
| singel (szczegóły)                 | Alexis Lebrun                                      | Benedikt Duda                                        | Dimitrij Ovtcharov Truls Möregårdh                                                                 |
| gra podwójna (szczegóły)           | Francja Alexis Lebrun · Félix Lebrun               | Szwecja Anton Källberg · Truls Möregårdh             | Austria · Maciej Kolodziejczyk Mołdawia · Vladislav Ursu Szwecja Mattias Falck · Kristian Karlsson |
| Kobiety                            |                                                    |                                                      | |
| singel (szczegóły)                 | Sofia Polcanova                                    | Bernadette Szőcs                                     | María Xiao Nina Mittelham                                                                          |
| gra podwójna (szczegóły)           | Czechy · Hana Matelová Słowacja · Barbora Balážová | Austria · Sofia Polcanova Rumunia · Bernadette Szőcs | Serbia Izabela Lupulesku · Sabina Surjan Polska · Natalia Bajor Słowacja · Tatiana Kukulkova       |
| Mikst                              |                                                    |                                                      | |
| turniej par mieszanych (szczegóły) | Hiszpania María Xiao · Alvaro Robles               | Austria Sofia Polcanova · Robert Gardos              | Francja Prithika Pavade · Simon Gauzy Niemcy Annett Kaufmann · Patrick Franziska                   |

## Tabela medalowa

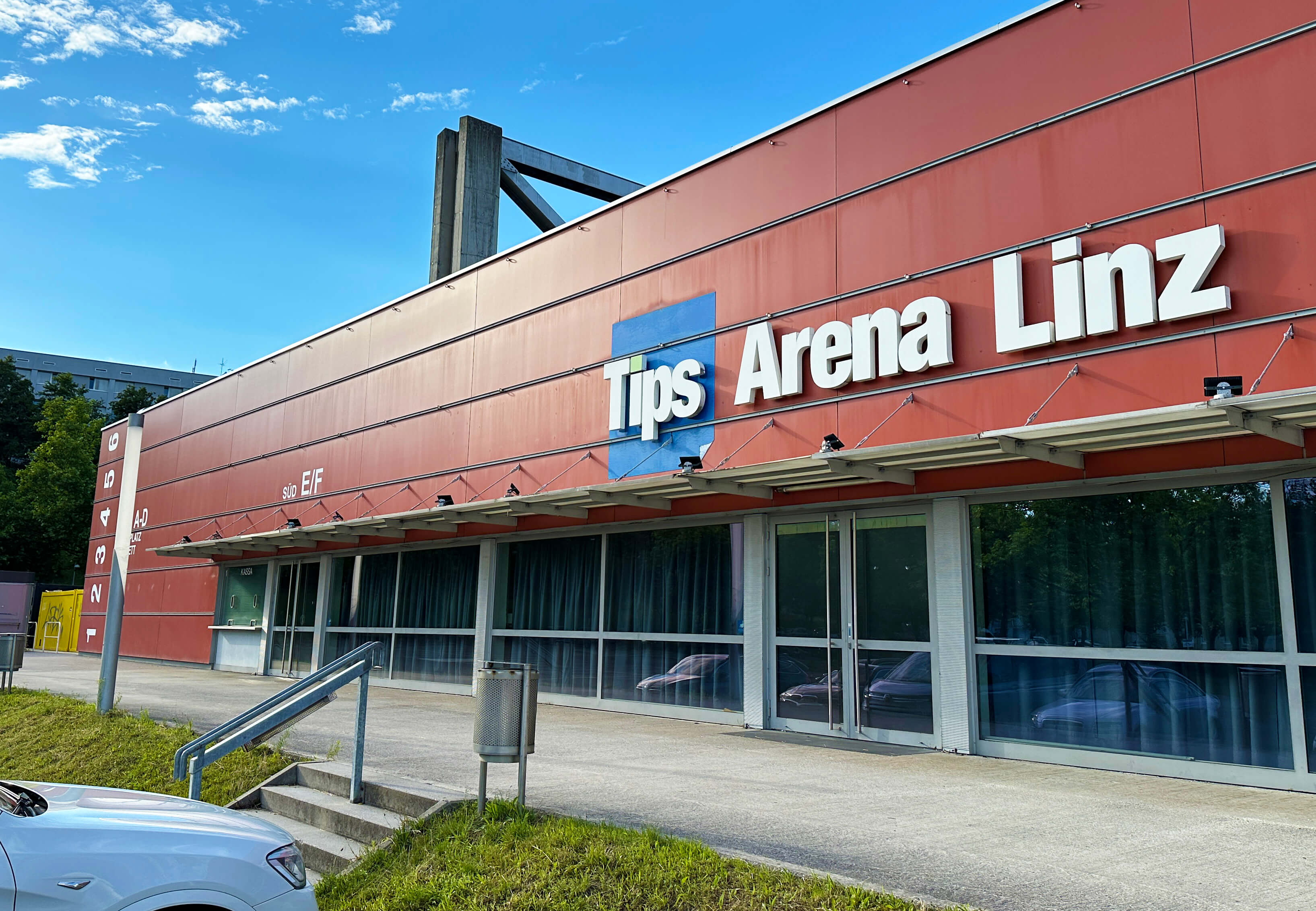
TipsArena Linz

*   Gospodarz ( Austria)
| Miejsce | Reprezentacja | Złoto | Srebro | Brąz | Razem |
| ------- | ------------- | ----- | ------ | ---- | ----- |
| 1       | Francja       | 2     | 0      | 1    | 3     |
| 2       | Austria*      | 1     | 1.5    | 0.5  | 3     |
| 3       | Hiszpania     | 1     | 0      | 1    | 2     |
| 4       | Słowacja      | 0.5   | 0      | 0.5  | 1     |
| 5       | Czechy        | 0.5   | 0      | 0    | 0.5   |
| 6       | Rumunia       | 0     | 1.5    | 0    | 1.5   |
| 7       | Niemcy        | 0     | 1      | 3    | 4     |
| 8       | Szwecja       | 0     | 1      | 2    | 3     |
| 9       | Serbia        | 0     | 0      | 1    | 1     |
| 10      | Mołdawia      | 0     | 0      | 0.5  | 0.5   |
| 10      | Polska        | 0     | 0      | 0.5  | 0.5   |
| Razem   | Razem         | 5     | 5      | 10   | 20    |